# Mordellistena balcanica
Mordellistena balcanica es una especie de coleóptero de la familia Mordellidae.

## Distribución geográfica
Habita en Macedonia.